# Росохач (Чортківський район)

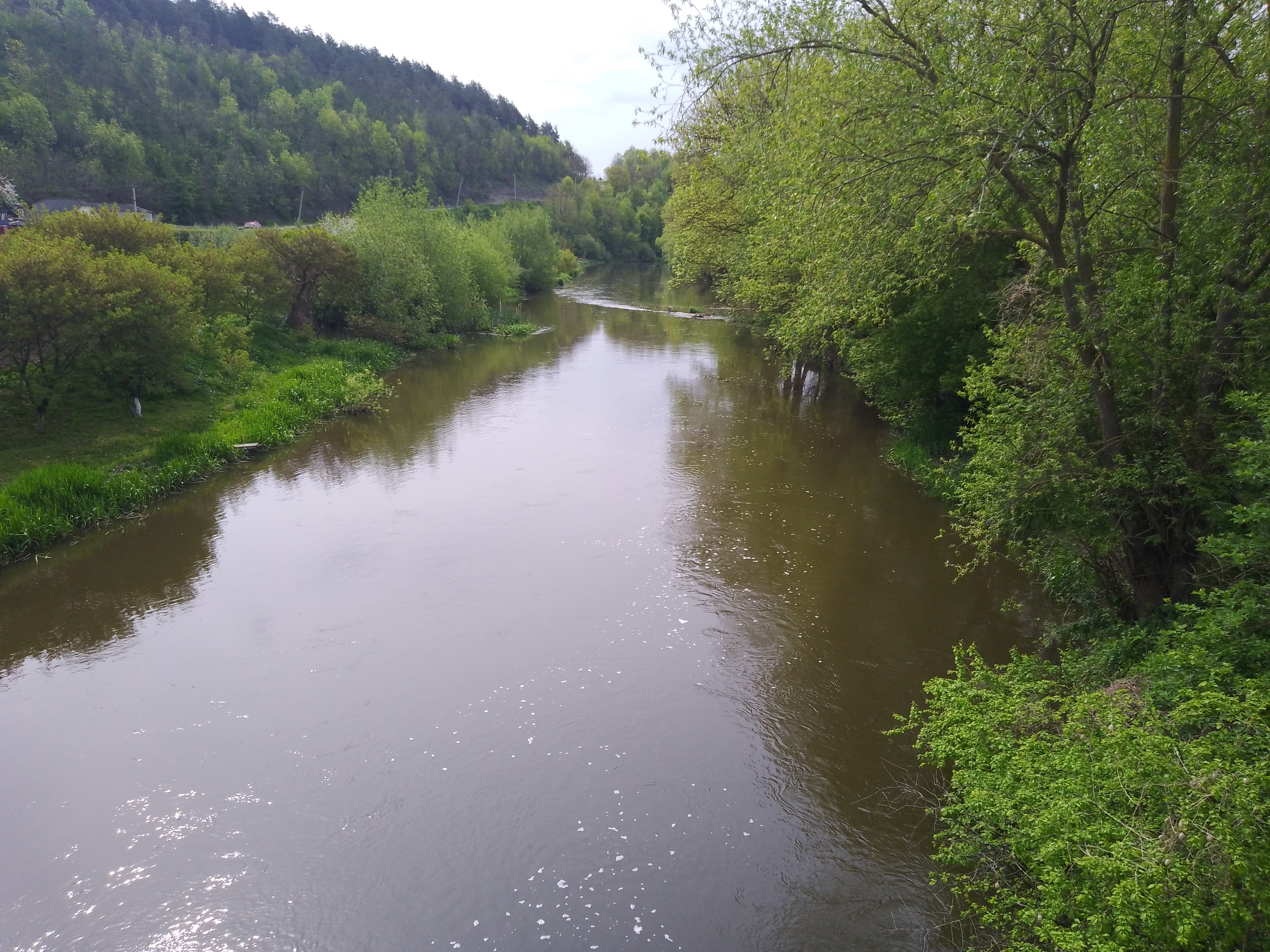
Річка Серет у Росохачі

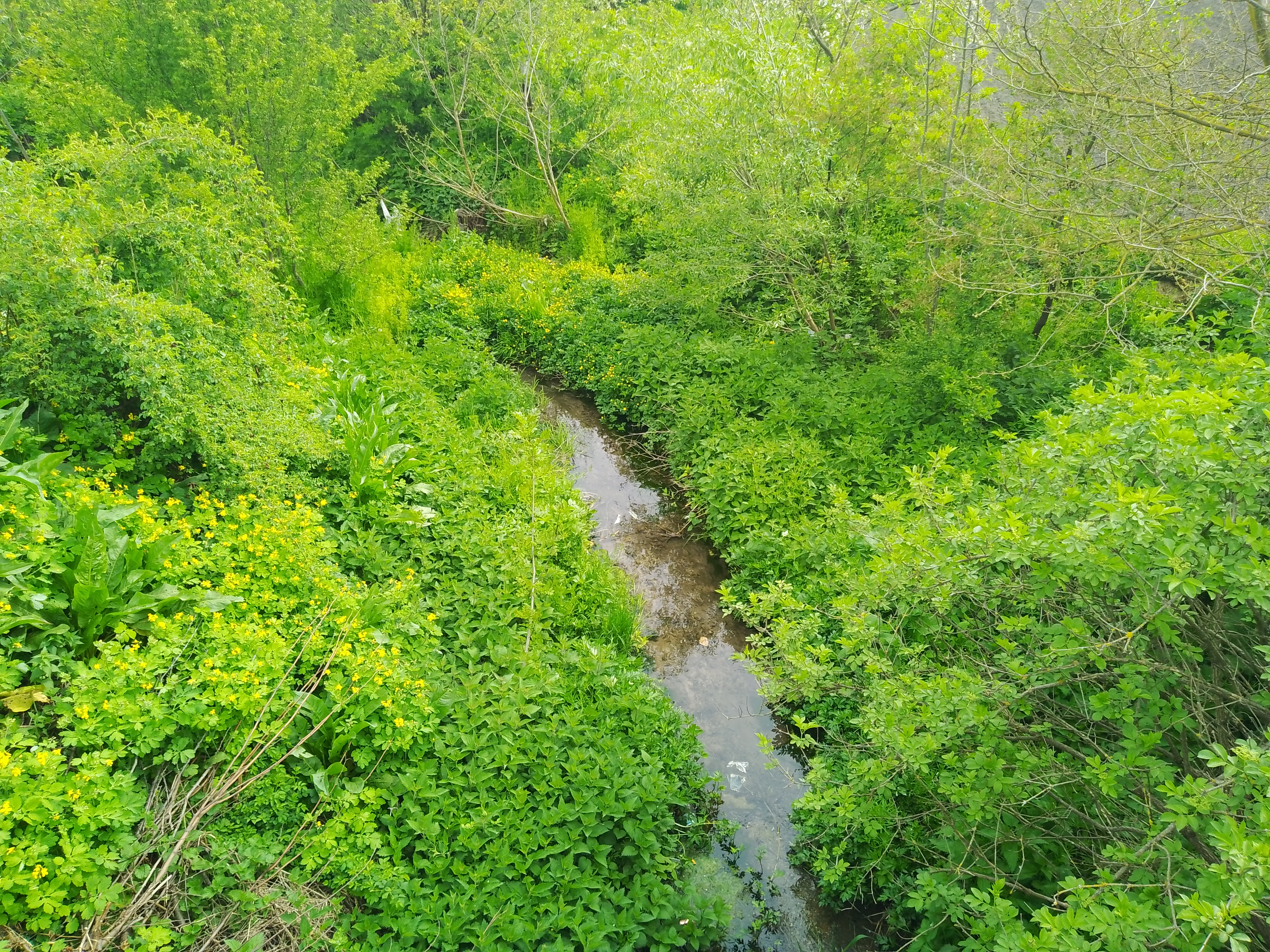
Річка Белявина у Росохачі

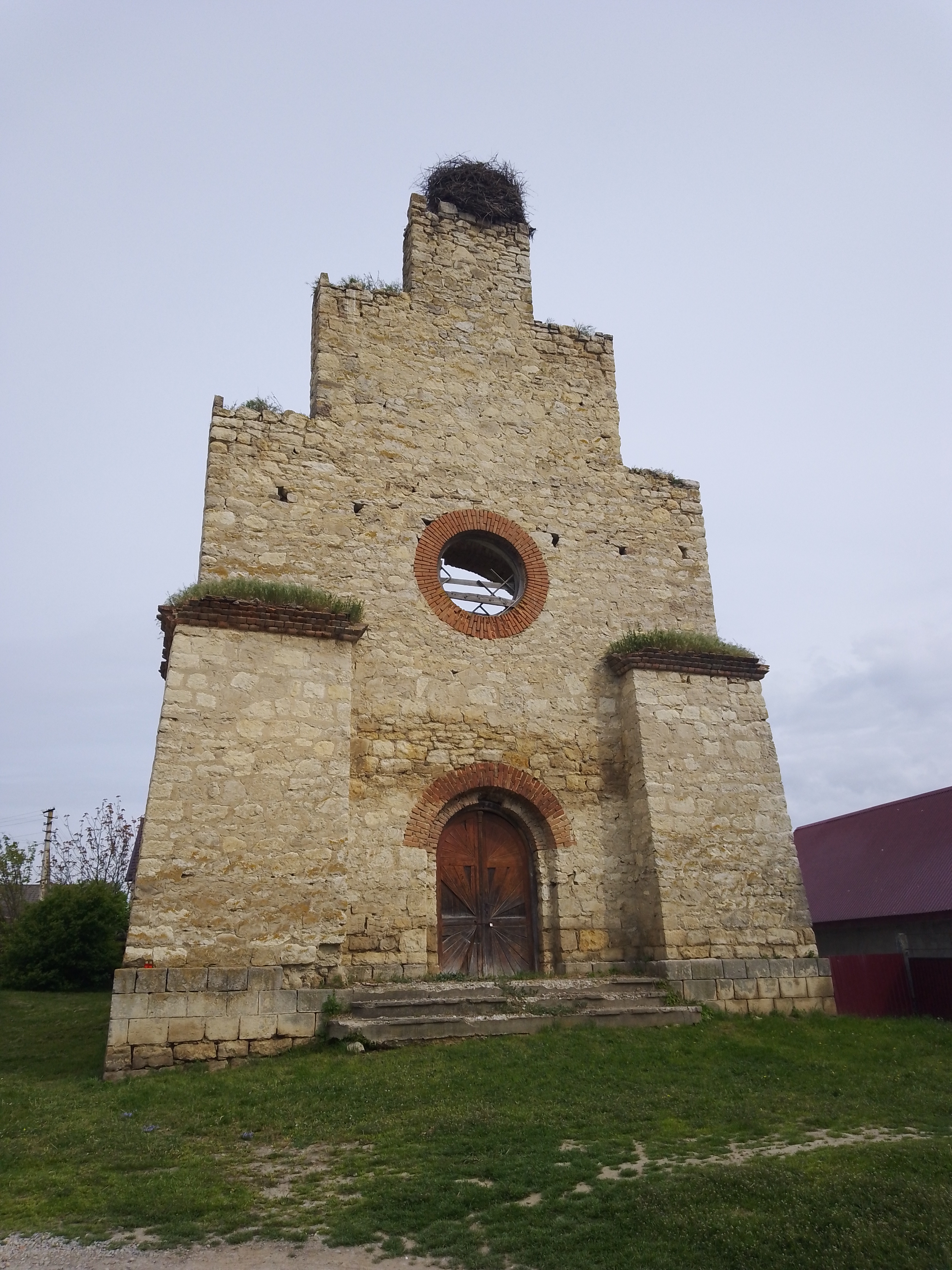
Руїни костелу в Росохачі

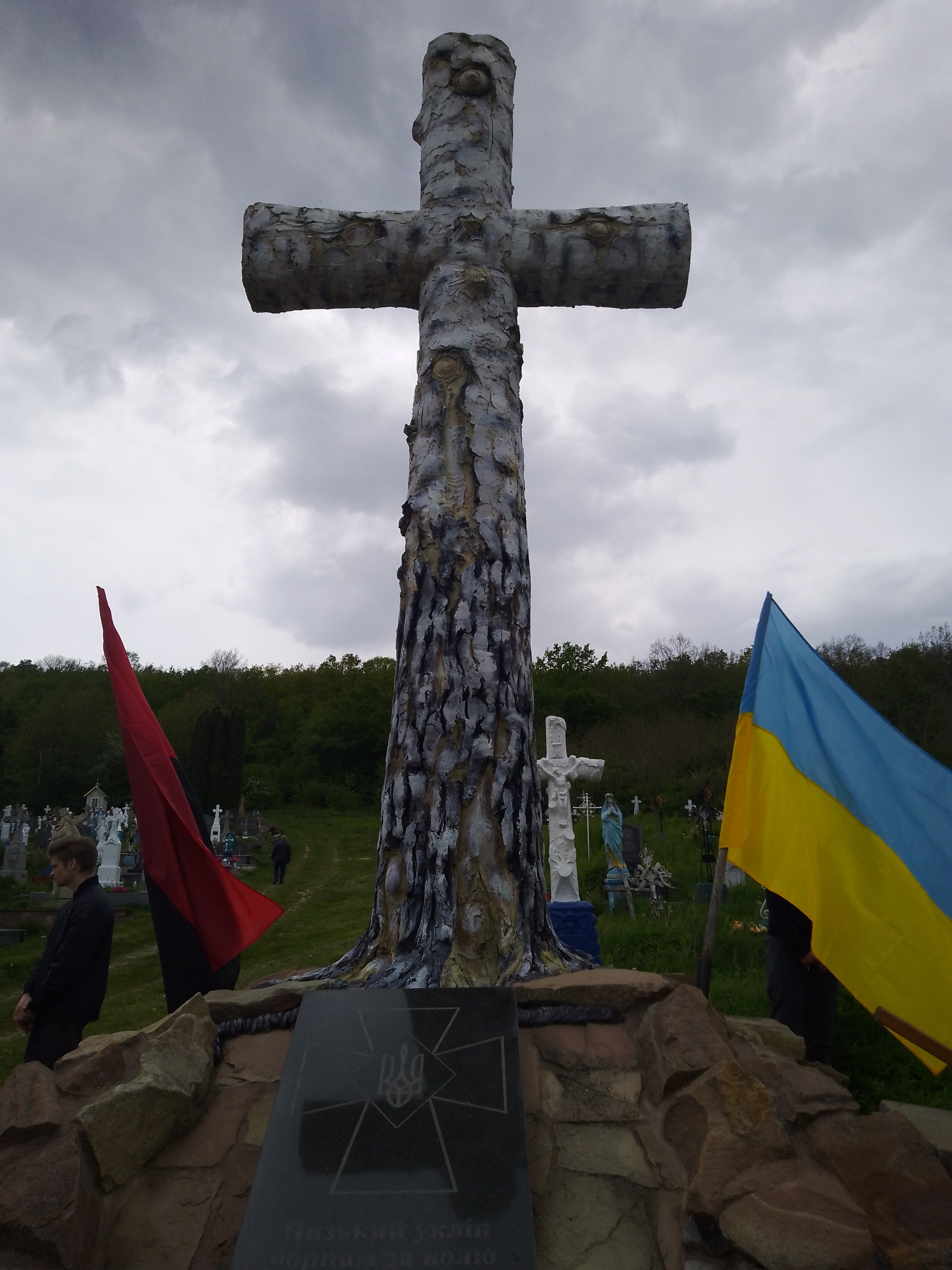
Могила воїнам УПА на сільському кладовищі

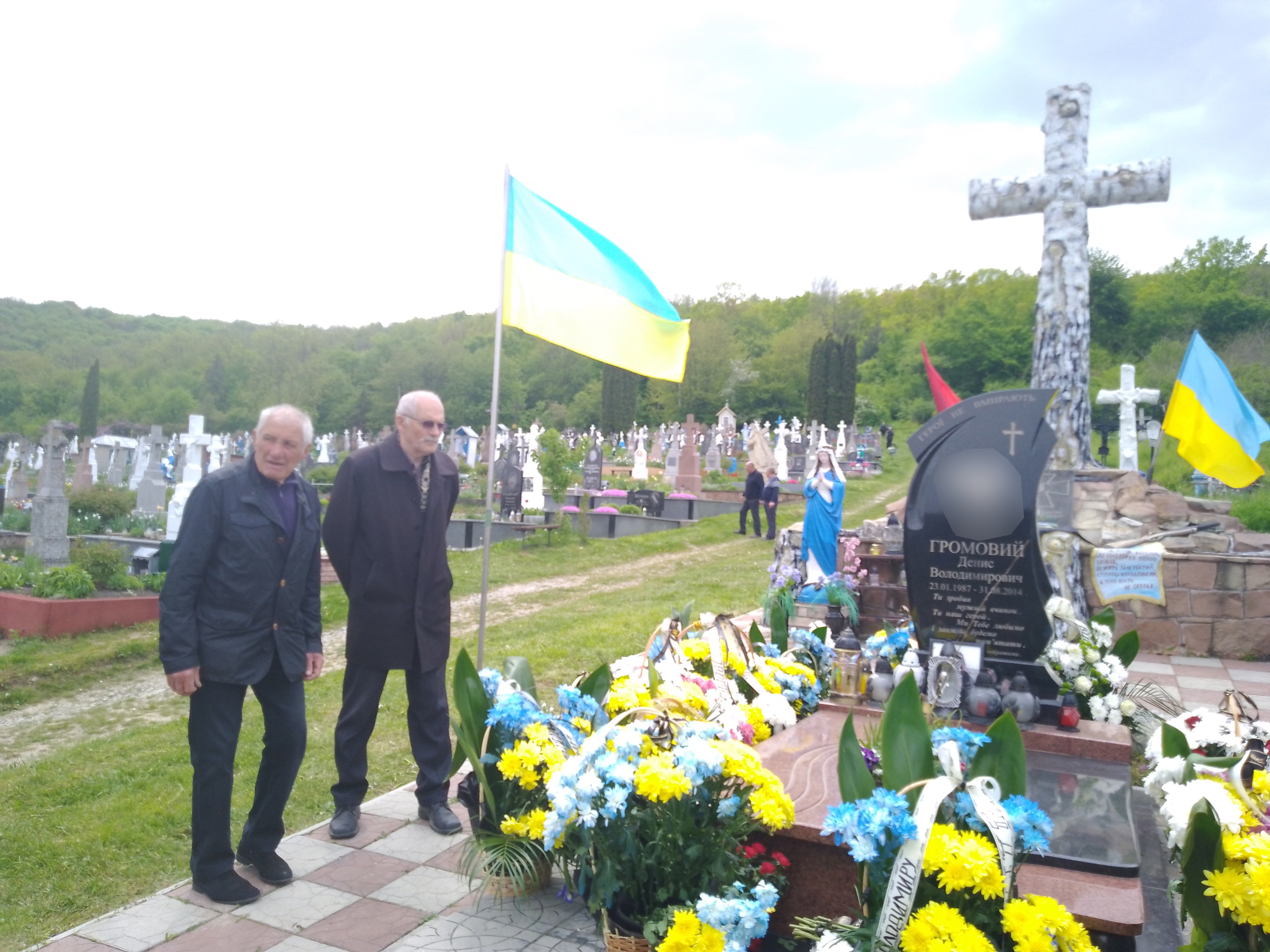
Павло Батрин та Володимир Мармус біля могили Дениса Громового

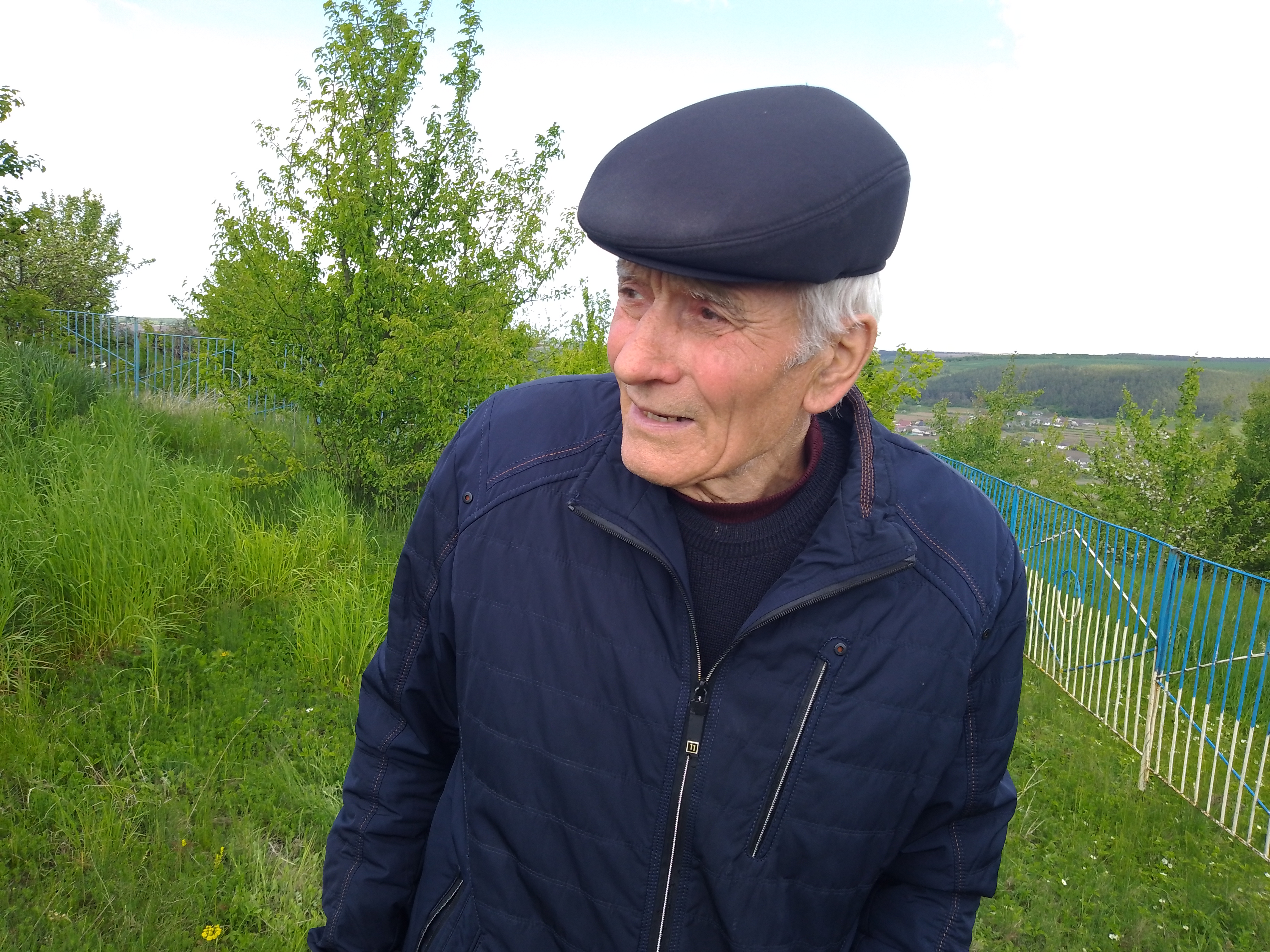
Микола Мармус біля могили УСС

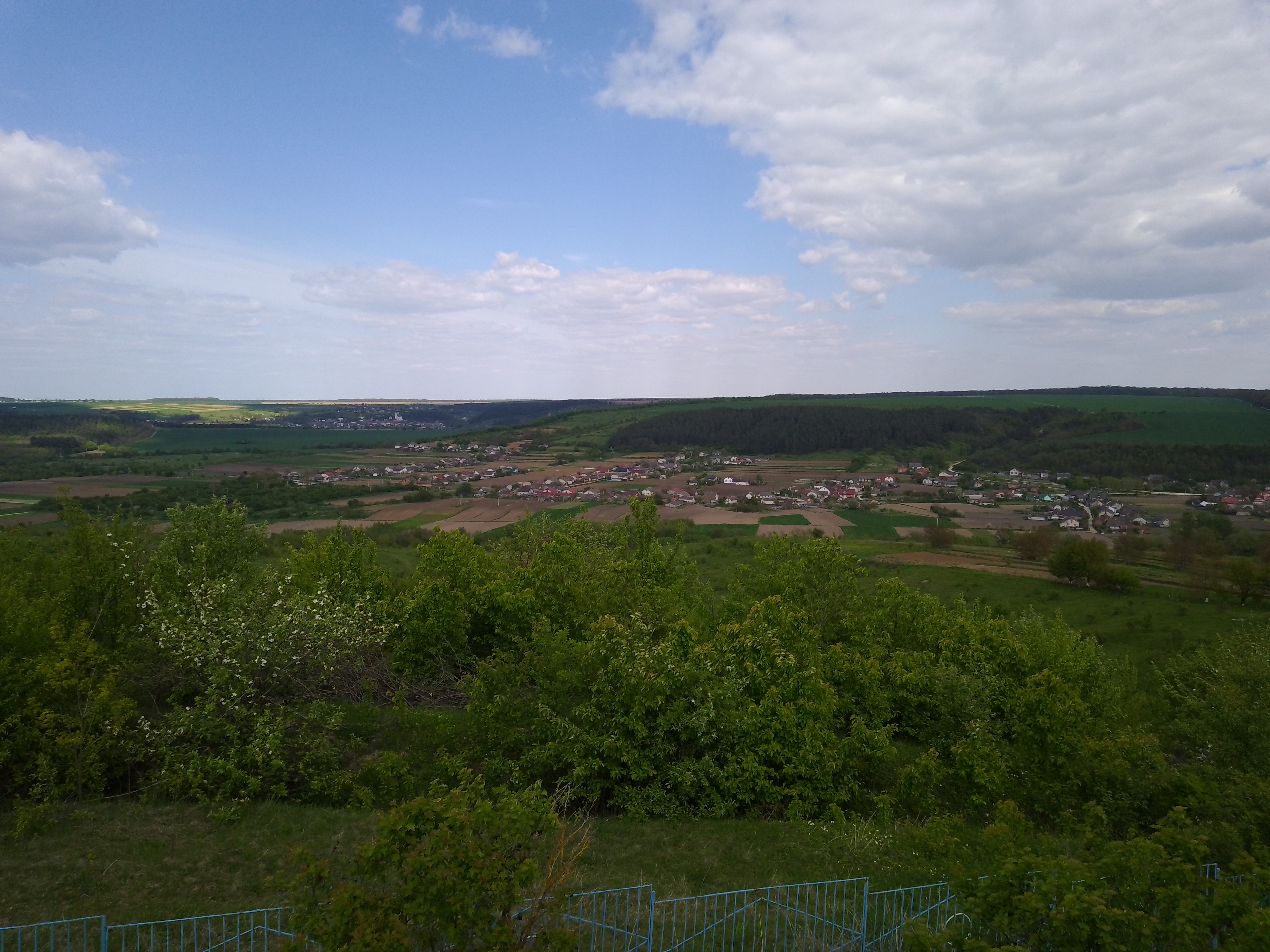
Панорама Росохача

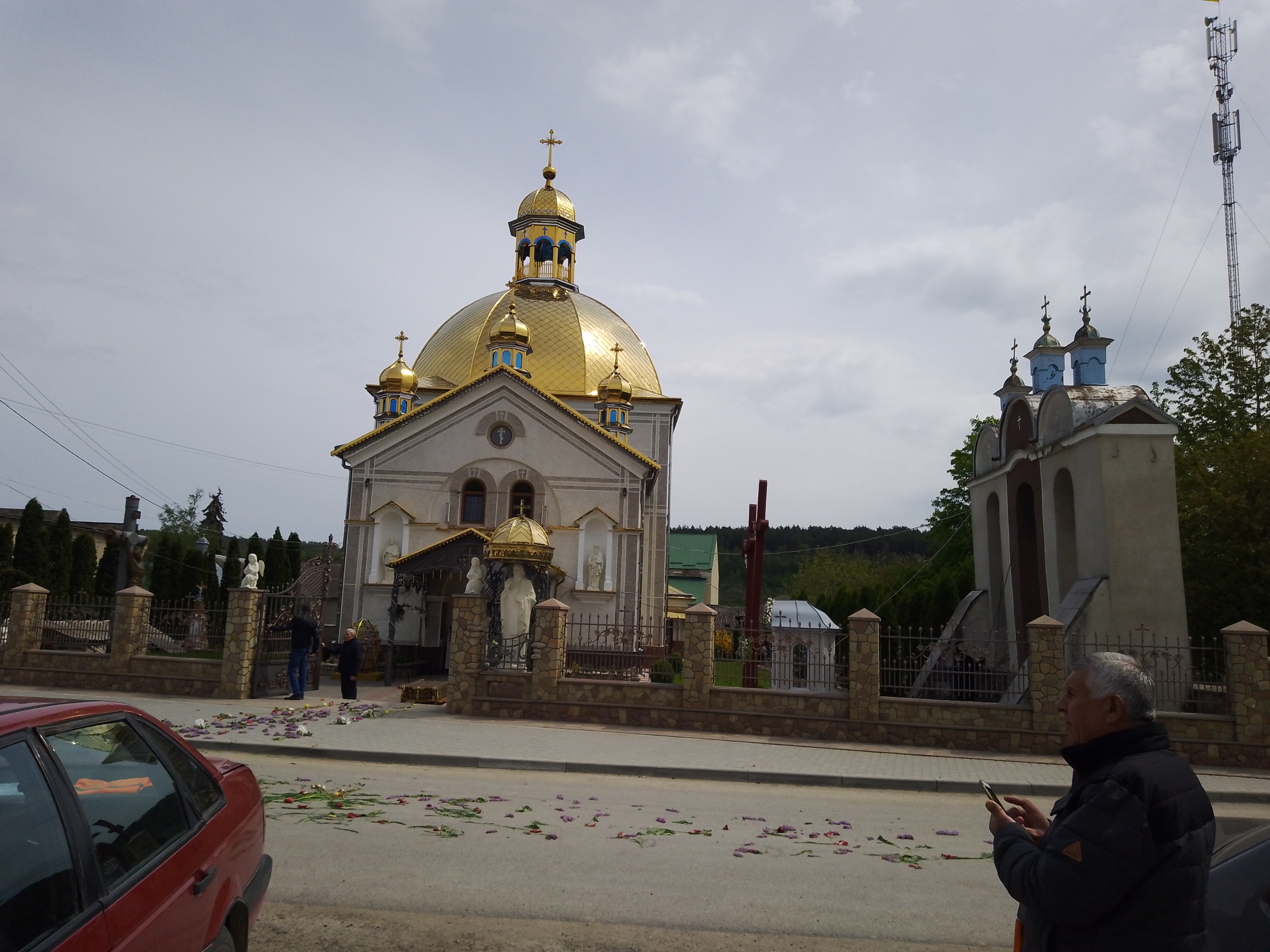
Церква святителя Миколая Чудотворця

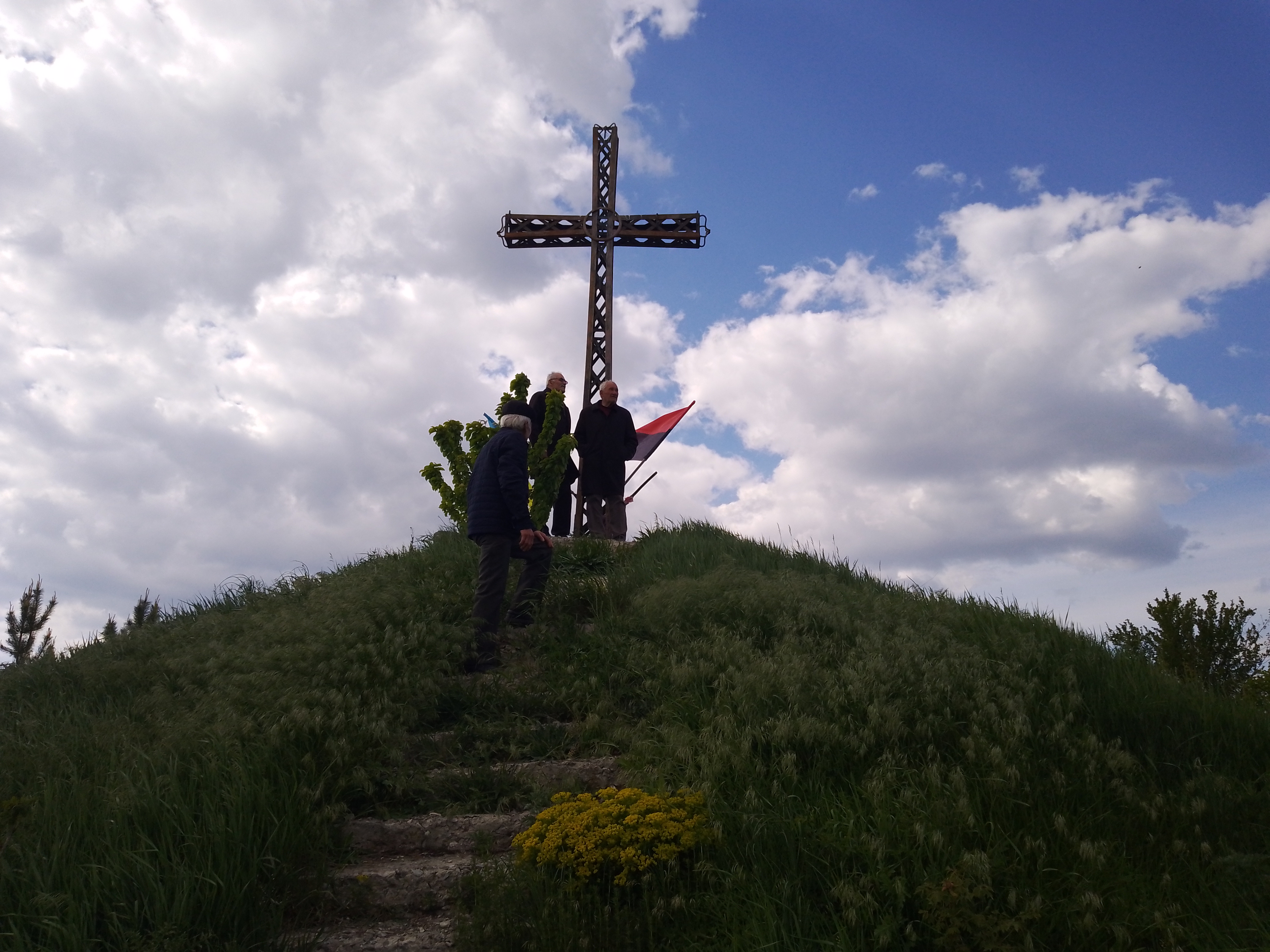
Символічна могила УСС в Росохачі

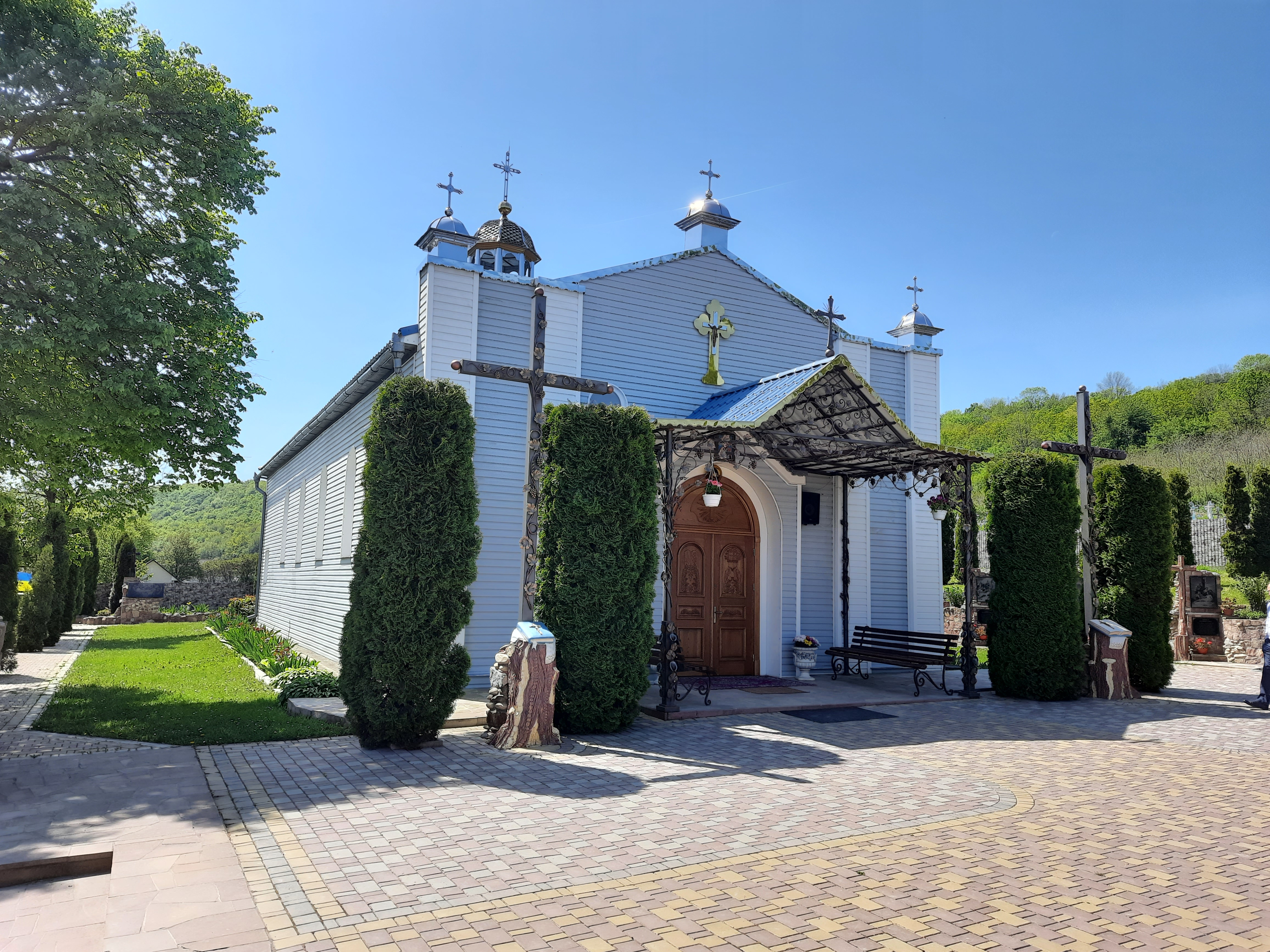
Церква Перенесення Мощей Святого Отця Миколая (УГКЦ)

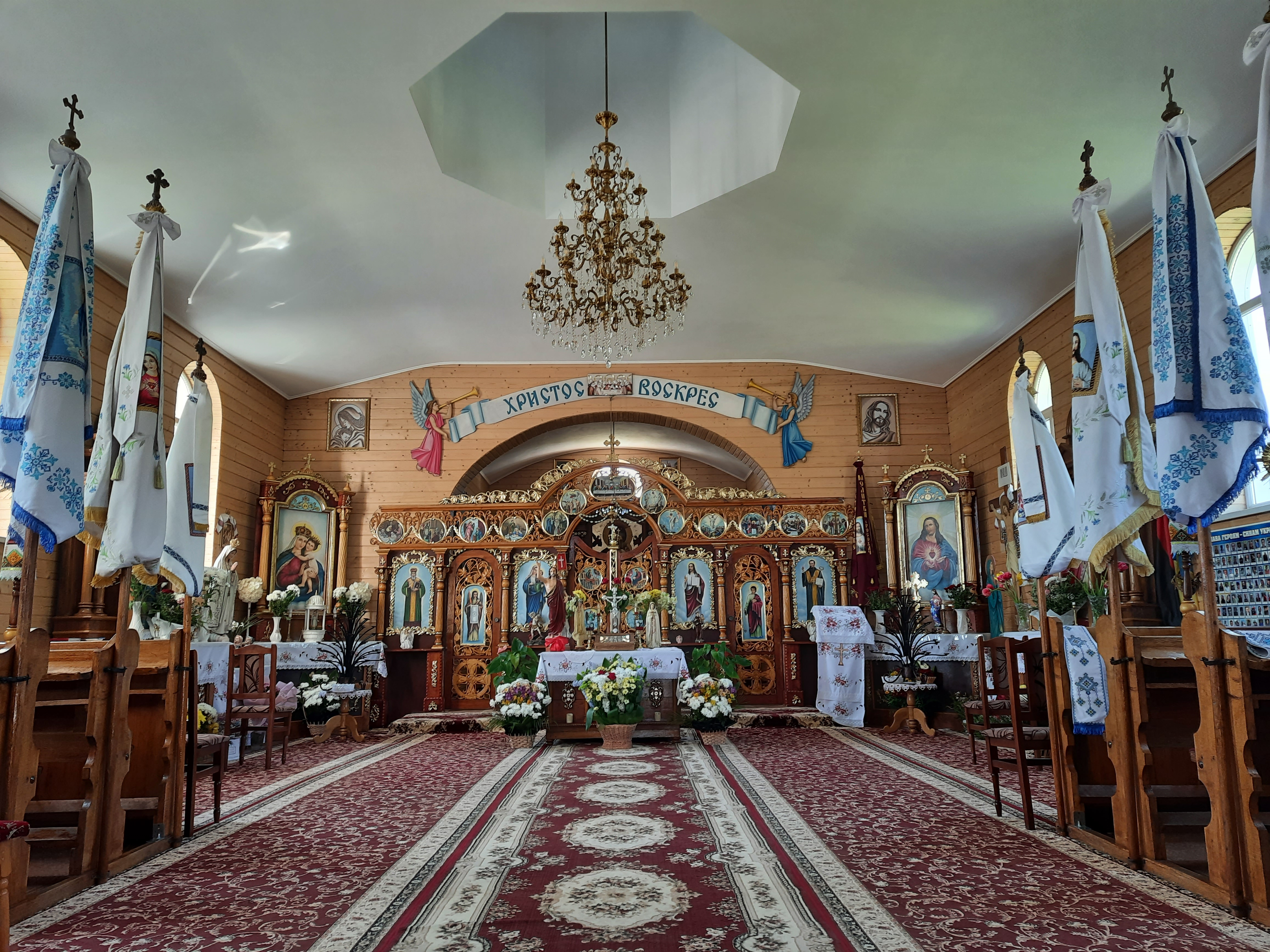
Інтер'єр Церкви Перенесення Мощей Святого Отця Миколая

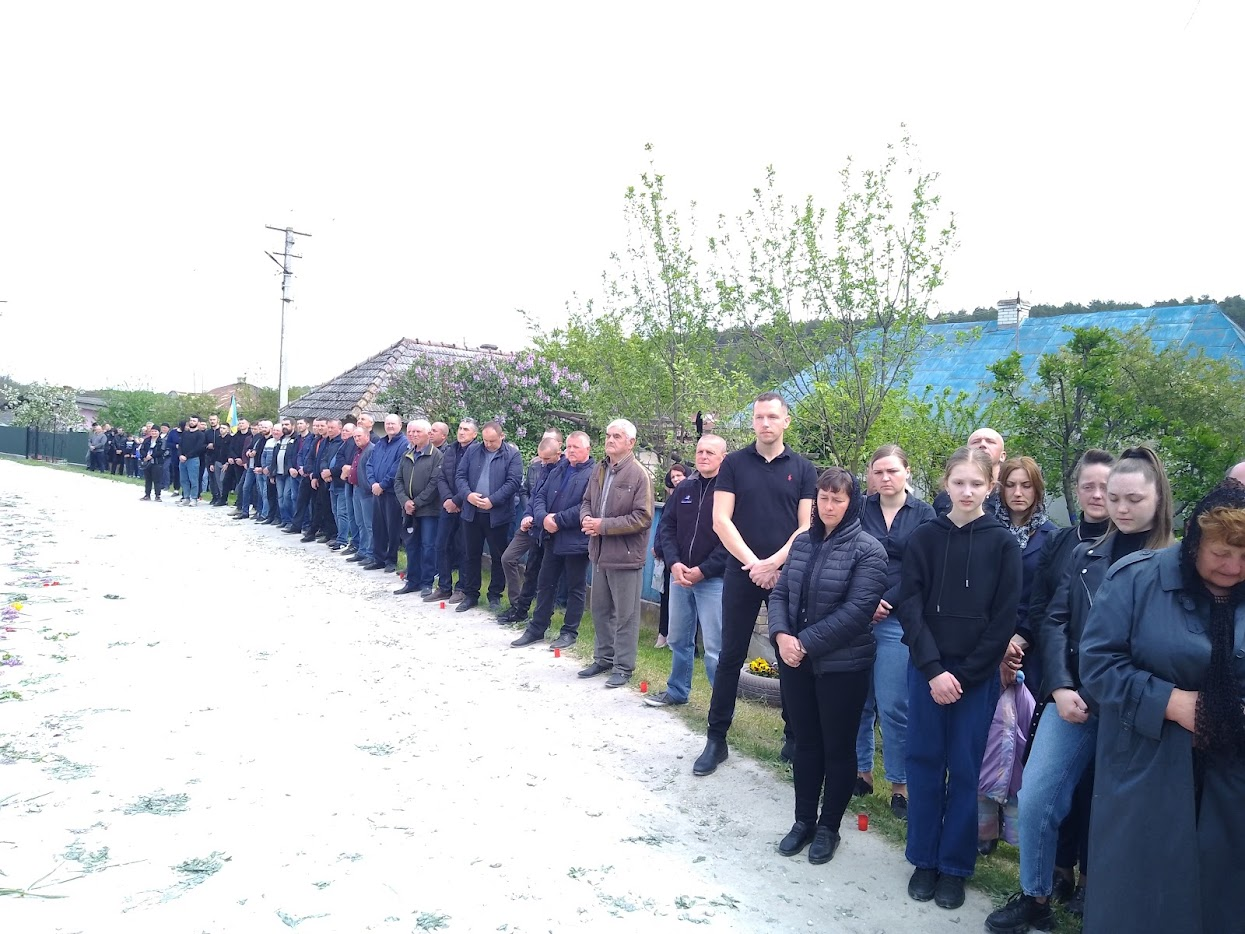
Вулиця села під час похорону Володимира Вітіва

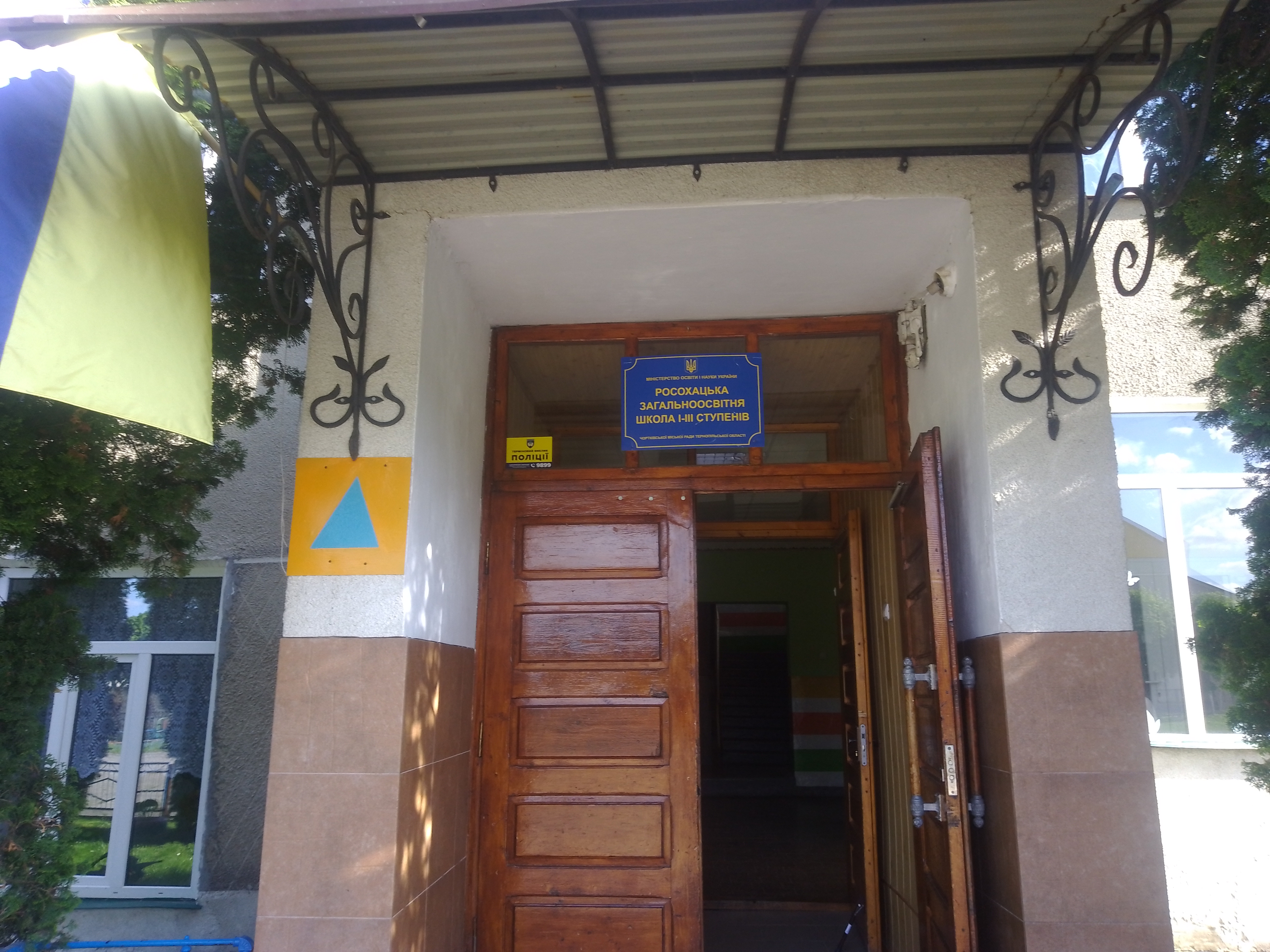
Будинок Росохацької школи

Росо́хач — село в Україні, у Чортківській міській громаді Чортківського району Тернопільської області. Адміністративний центр колишньої Росохацької сільської ради (до 2019). До села приєднано хутори Звіринець, Лучки, На Полі.

## Назва
Існує кілька версій походження назви Росохач. Перша — ця назва походить від прізвища його власника або засновника Росохацького. Друга версія — від старезних високих і розсохлих дерев, мабуть, тополь, що росли тут у прадавні часи понад Серетом. Відомий краєзнавець Михайло Крищук у навчально-методичному посібникові «Топоніміка Тернопільщини» (2011) подав варіанти: від географічного терміна «розсоха» (розкоса) — розвилка, роздвоєння, злиття; від рогатих лосів, яких у давнину звали росохачами, сохатими; від прізвища Россоха.

## Символіка
Герб с. Росохач: у розтятому двічі щиті на зелене, синє та зелене поля стоїть золоте росохате дерево без листя, вгорі якого ліворуч та внизу праворуч – по золотому прямому хресту.
Прапор с. Росохач: квадратне полотнище, яке складається з трьох рівновеликих вертикальних смуг – зеленої, синьої та зеленої, у центрі стоїть жовте росохате дерево без листя, вгорі якого у верхньому куті з вільного краю та в нижньому від древка – по жовтому прямому хресту.
Синя вертикальна смуга підкреслює географічну особливість села, розташованого обабіч річки Серет, яка фактично протікає з півночі на південь через Росохач. Сухе дерево вказує на одну з версій про походження назви поселення. Хрести – символи пам’яті і духовності.

## Географія

### Розташування
Розташоване в долині, на берегах р. Серет (ліва притока Дністра), за 10 км від районного центру і 5 км від найближчої залізничної станції Ягільниця. На північно-західній околиці села струмок Жидків впадає у річку Серет. У селі річка Белявина впадає у річку Серет.

### Місцевості
- Звіринець  — хутір, розташований за 3 км від села. У 1952 р. на хуторі — 13 дворів, 49 жителів.
- Лучки  — хутір, розташований за 1,5 км від села. У 1952 р. на хуторі — 10 дворів, 42 жителі.
- На полі  — хутір, розташований за 1 км від села. У 1952 р. на хуторі — 4 двори, 17 жителів.[2]

## Історія

### Давні часи
Залишки давніх поселень на околицях села і його полях мають назви «За Білавиною», «На Лисі», «За Лугом», «На Берді». Тут знайдено крем'яні знаряддя праці, мідну мотику і залишки гончарного посуду, що належать до часів трипільської культури (3-є тисячоліття до н. е.). Зникнення цих поселень свідчить про часті грабіжницькі наїзди на них кочівників..

### Середньовіччя, Новий час
Перша письмова згадка — 1564 р.

### XX століття
За статистикою, у Росохачі в 1900 р. — 1750 жителів, 1910—1933, 1921—1790, 1931—2133 жителі; у 1921 р. — 353, 1931—419 дворів. За Австро-Угорщини функціонувала 2-класна школа з українською мовою навчання, за Польщі — утраквістична (двомовна).
Деякі жителі Росохача на початку XX ст. виїхали на заробітки до Канади.
У 1930-х рр. діяв осередок ОУН, до якого належали Іван Басістий, Д. Безпалько, Я. Білий, З. Винничук, К. Говіка, С. Гриців, Д. Нога, о. С. Оробець із синами і доньками, П. Підсадний, Степан Цьвик, Ярослав Штира, Д. Янчишин;
Розпорядженням міністра внутрішніх справ 4 жовтня 1929 р. територія села збільшена за рахунок частини земель села Старий Чортків.
Під час пацифікації у 1930 р. польські жандарми знищили читальню, бібліотеку, нашкодили в господарствах голови читальні Д. Янчишина і пароха о. С. Оробця.
Після встановлення радянської влади у 1939 р. в Чортківській тюрмі органи НКВС розстріляли мешканця села Саву Пирожика.
Під час німецько-радянської війни загинули або пропали безвісти у Червоній армії:
- Євстахій Адамчук (нар. 1916),
- Антон Басістий (нар. 1911),
- Василь Батрин (нар. 1895),
- Іван Данилович (нар. 1908),
- Іван Миколайович (нар. 1913),
- Кіндрат Безпалько (нар. 1909),
- Михайло Безпалько (нар. 1910),
- Петро Безпалько (нар.1906),
- Антон (нар. 1904),
- Василь (нар. 1905),
- Микола (нар. 1907),
- Михайло (нар. 1917),
- Павло Мойейович (нар. 1905),
- Павло Федорович Білий (нар. 1921),
- Яким Білий (нар. 1898),
- Іван Білик (нар. 1911).

В УПА воювали Іван Бегман, Микола й Павло Безпальки, Павло Білий, Ярослав Вусатий, Степан Гладій, Євстахій та Іван Кульчицькі, Данило Нога, Павло Підсадний, Мирослав Плішка, Володимир і Данило Прондюки, Антін та Сильвестр Штири та інші.
На початку 1970-х рр. у селі було створено підпільну організацію молоді — «Росохацька група» з дев'яти юнаків: Петра Винничука, Петра Вітіва, Андрія Кравця, Миколи Лисого, Володимира і Миколи Мармусів, Степана Сапеляка, Володимира Сеньківа, Миколи Слободяна, метою якої стали боротьба проти пануючого прокомуністичного режиму та протести проти розправ і репресій над українськими патріотами, створення Соборної Самостійної Української держави. В ніч на 22 січня 1973 р. на пам'ять про Акт Злуки 1919 р. (об'єднання УНР і ЗУНР у соборну державу) учасники цієї організації підняли над Чортковом чотири синьо-жовті прапори і розповсюдили прокламації. За це сімох учасників було заарештовано й засуджено до різних термінів покарання. Напередодні 15-ї річниці проголошення незалежності України (2006 р.) восьмеро осіб — членів Росохацької націоналістичної організації (двоє з них посмертно) нагороджені орденами «За мужність» 1 ступеня.
З 24 грудня 2019 року Росохач належить до Чортківської міської громади.
12 червня 2020 року, відповідно до розпорядження Кабінету Міністрів України № 724-р «Про визначення адміністративних центрів та затвердження територій територіальних громад Тернопільської області» увійшло до складу Чортківської міської громади.
19 липня 2020 року, в результаті адміністративно-територіальної реформи та ліквідації Чортківського району (1940—2020), увійшло до складу новоутвореного Чортківського району.

## Релігія
- святителя Миколая Чудотворця (ПЦУ[10]; 1905),
- Перенесення мощей святого отця Миколая (УГКЦ, 1995—1996).

Каплиці
- Пресвятої Богородиці (1990; мурована),
- святого Миколая (1991; мурована).

## Пам'ятки
На східній околиці села, лівому березі р. Серет в урочищі «Лан» є джерело підземних вод.
- «Звіринець Білецький» (309 га) — ботанічний заказник місцевого значення, місце проживання, відтворення та відновлення чисельності мислив- ських видів фауни.
- «Білавина»– лісове урочище. До 1939 р. тут був лісовий будинок ґрафа Лянцкоронського, у радянські часи — розміщувався дитячий піонерський табір.

## Пам'ятники
Насипано символічну могилу УСС
Споруджено:
- пам'ятники воїнам-односельцям, полеглим у німецько-радянській війні (1958),
- першому голові правління колгоспу П. Безпальку (1969; скульптор В. Голофаєв);
- встановлено
  - пам'ятний хрест на честь Незалежності України (1991).

## Населення
| 1755 | 1933 | 1790 | 2133 | 1687 | 1674 |

## Соціальна сфера
Діяли читальня «Просвіти» (від 1890), при ній — театральний і хоровий гуртки, філії товариств «Сокіл» (від 1907), «Союз Українок», «Рідна школа», «Сільський господар», «Луг» та інших; кредитна спілка «Віра», кооператива «Надія» і молочарня.
У селі був фільварок ґрафів Лянцкоронських, діяли 2 млини і корчма. Мешканці займалися хліборобством і кошикарством; працювали кравці, шевці, ковалі та столярі.
У 1930-х рр. функціонувала польська організація «Стшелєц».
У 1940 р. в Росохачі примусово організовано колгосп, який відновив свою діяльність 1948 року.
Упродовж 1960–1980-х рр. у Росохачі діяли колгосп, млин, цегельний завод.
Нині працюють школа, Будинок культури, бібліотека, ФАП, відділення зв'язку, дитячий садочок «Малятко», колективно-пайове господарство ім. П. Безпалька, консервний завод, ЗАТ «Агропродукт», ПАП «Росохацьке», ПАП «Флора», ТзОВ «Агропродукт-2», ПП «Чародійка», ТзОВ «Нектар», філія ЗАТ «Терно-Балт», ПП «Відпочинок», кооператив «Калина 101», торгові заклади: «Coop», торговий дім DOмінік та інші.

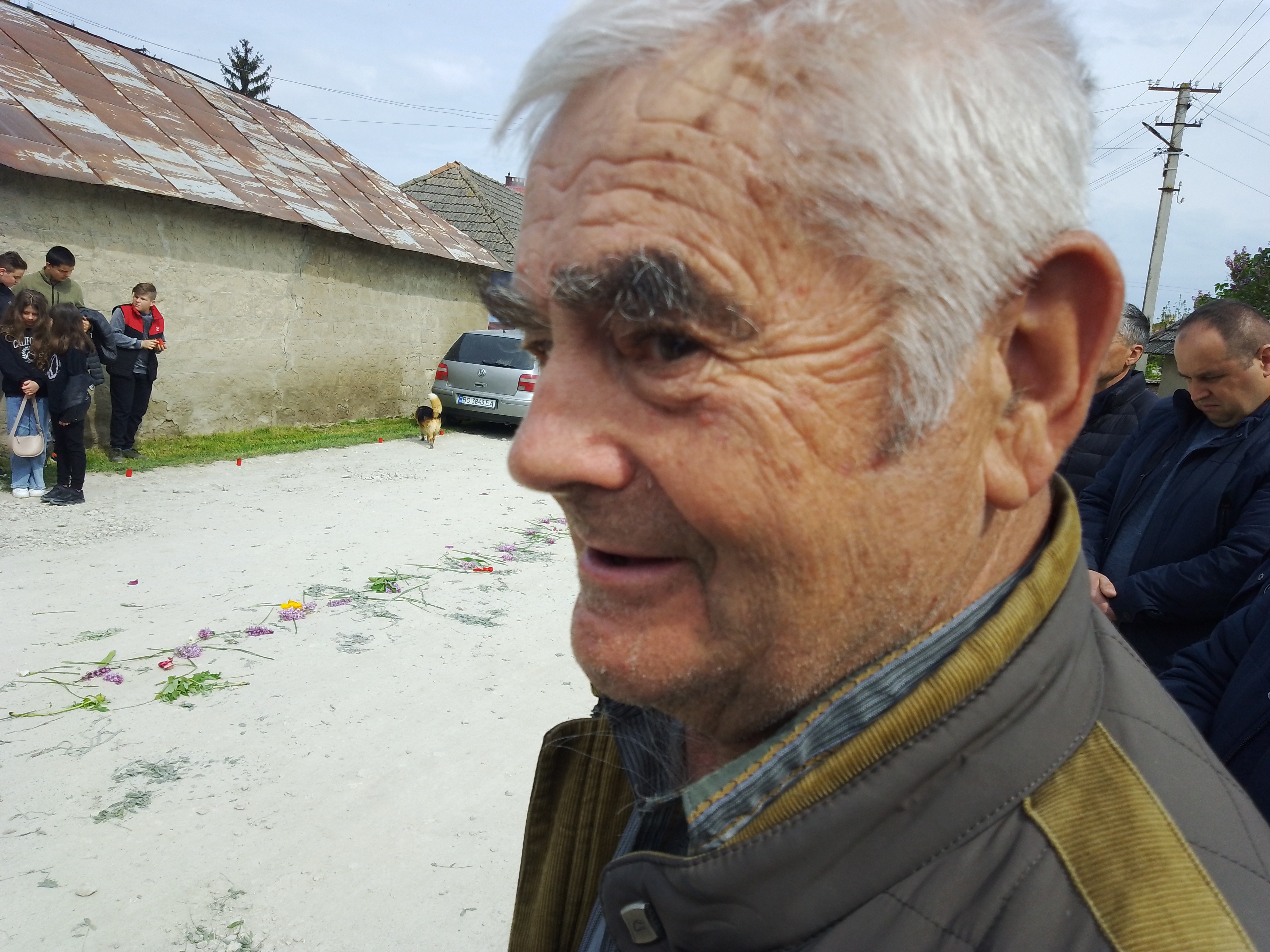
Василь Лотоцький

## Відомі люди

### Народилися
- Павло Батрин (нар. 1945) — український господарник, громадський діяч;
- Марія Боднар (нар. 1959) — український науковець-психолог, педагог;
- Петро Винничук (нар. 1954) — український громадсько-політичний діяч, член Росохацької  національно-патріотичної підпільної організації.
- Володимир Вітів (1979-2023) — український військовик, учасник російсько-української війни[11][12][13].
- Петро Вітів (нар.1956р)--член Росохацької  національно-патріотичної підпільної організації;
- Ганна Дутка (нар. 1962) — український науковець, педагог;
- Василь Говіка (1904—1993) — український лірник;
- Олекса Жарський (р. н. невід. — помер після 1966 р.) — український громадський діяч у Канаді;
- Андрій Кравець (1943-1996)- член Росохацької  національно-патріотичної підпільної організації;
- Василь Кравець (1953 р. н.) — український господарник і громадський діяч;
- Іван Кульчицький (псевдо «Сич»; 1919—1945) — учасник національно-визвольних змагань;
- Василь Лотоцький - член Росохацької  національно-патріотичної підпільної організації;
- Володимир Мармус (1949 р. н.) — український громадсько-політичний діяч, літератор, член Росохацької  національно-патріотичної підпільної організації.
- Микола Мармус (нар. 1947) — український громадсько-політичний діяч, член Росохацької  національно-патріотичної підпільної організації
- Марія Підкович (нар. 1929) — українська громадська і музична діячка, педагог у Канаді;
- Степан Сапеляк (1951—2012) — український письменник, публіцист, літературознавець, громадсько-політичний діяч, багаторічний політв'язень прокомуністичної системи, лауреат Державної (нині Національної) премії України ім. Т. Шевченка (1993 р.), член НСПУ та Міжнародного ПЕН-клубу, почесний громадянин Тернополя;
- Іван Сеньків (нар. 1959) — український релігійний діяч, отець-митрат).
- Володимир Сеньків (нар.1954) — український громадсько-політичний діяч[14], учасник Росохацької національно-патріотичної підпільної організації.
- Плішка Андрій ВолодимировичНародився 14 листопада 1944 р. у с. Росохач Чортківського району Тернопільської області. Закінчив Чернівецьке музичне училище (1971), Львівську державну консерваторію (1978). Працював завідувачем теоретичним відділом та керівником дитячого хору ДМШ в м. Заставні Чернівецької області. З 1 вересня 1972 р. — вчитель музики Чернівецької СШ № 23. У 1972—2000 рр. — методист і керівник педагогічної практики шкіл міста Чернівці. У 1977—1998 рр. керував міським методичним об'єднанням вчителів музики і співів.

З 1990 р. працював регентом у храмі «Успіня Пресвятої Богородиці» у Чернівцях. У 1991—2005 рр. керівник народного аматорського чоловічого хору «Буковинці» села Драчинці Кіцманського району. З 2003 р. — викладач церковної музичної культури на філософсько-теологічному факультеті Чернівецького національного університету ім. Юрія Федьковича.
Відомий як педагог, хоровий диригент, композитор, фольклорист, музично-громадський діяч, доцент кафедри музики, був одним з фундаторів кафедри музики Чернівецького держуніверситету ім. Юрія Федьковича, яка була створена у 1992 р.
Автор праць: «Аналіз хорових творів», «Похоронні піснеспіви»
"Хорова музика, «Композитори Буковини», «Хорові диригенти Буковинського краю», «Хоровий словник», «Власні хорові твори», «Церковні піснеспіви. Для однорідного чоловічого хору», «Бурлацькі та чумацькі пісні», «Буковинські композитори», «Служба Божа. Літургія для чоловічого хору» (Чернівці, 2012). Відмінник освіти; заслужений вчитель України (1994), член правління Національної Всеукраїнської музичної Спілки (2004), лауреат літературно-мистецької премії ім. Сидора Воробкевича (2004). Помер 23 листопада 2014 р.Юхим Гусар.

### Проживали
- Денис Громовий — український військовик, старший оператор гранатомета 3-го батальйону 51-ї окремої механізованої бригади (Володимир-Волинський), загинув в АТО.[15]

### Перебували
У селі неодноразово перебували для вшанування поета Степана Сапеляка та його матері Ганни з нагоди їхніх ювілеїв, мали творчі зустрічі з колективом школи та іншими читачами письменники Володимир Барна, Євген Безкоровайний, Ганна Костів-Гуска, заслужений діяч мистецтв України Богдан Мельничук, Володимир Погорецький, актор і педагог, народний артист України В'ячеслав Хім'як, громадські діячі, заслужені працівники освіти і культури України — Роман Півторак, Богдан Хаварівський та інші.